# Fremont (miasto w hrabstwie Clark)
Fremont – miasto w Stanach Zjednoczonych, w stanie Wisconsin, w hrabstwie Clark.